# 契忍可夫輻射

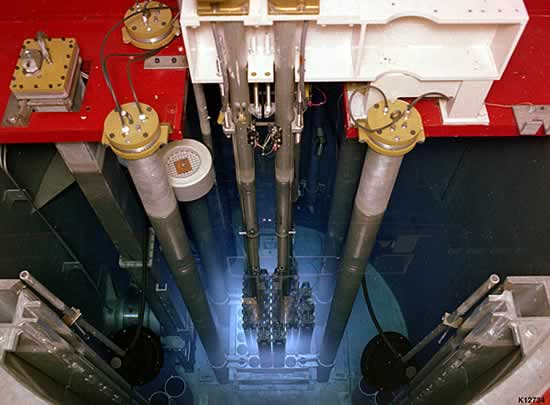
一座TRIGA反應堆核心中發出淡淡的切连科夫輻射輝光。

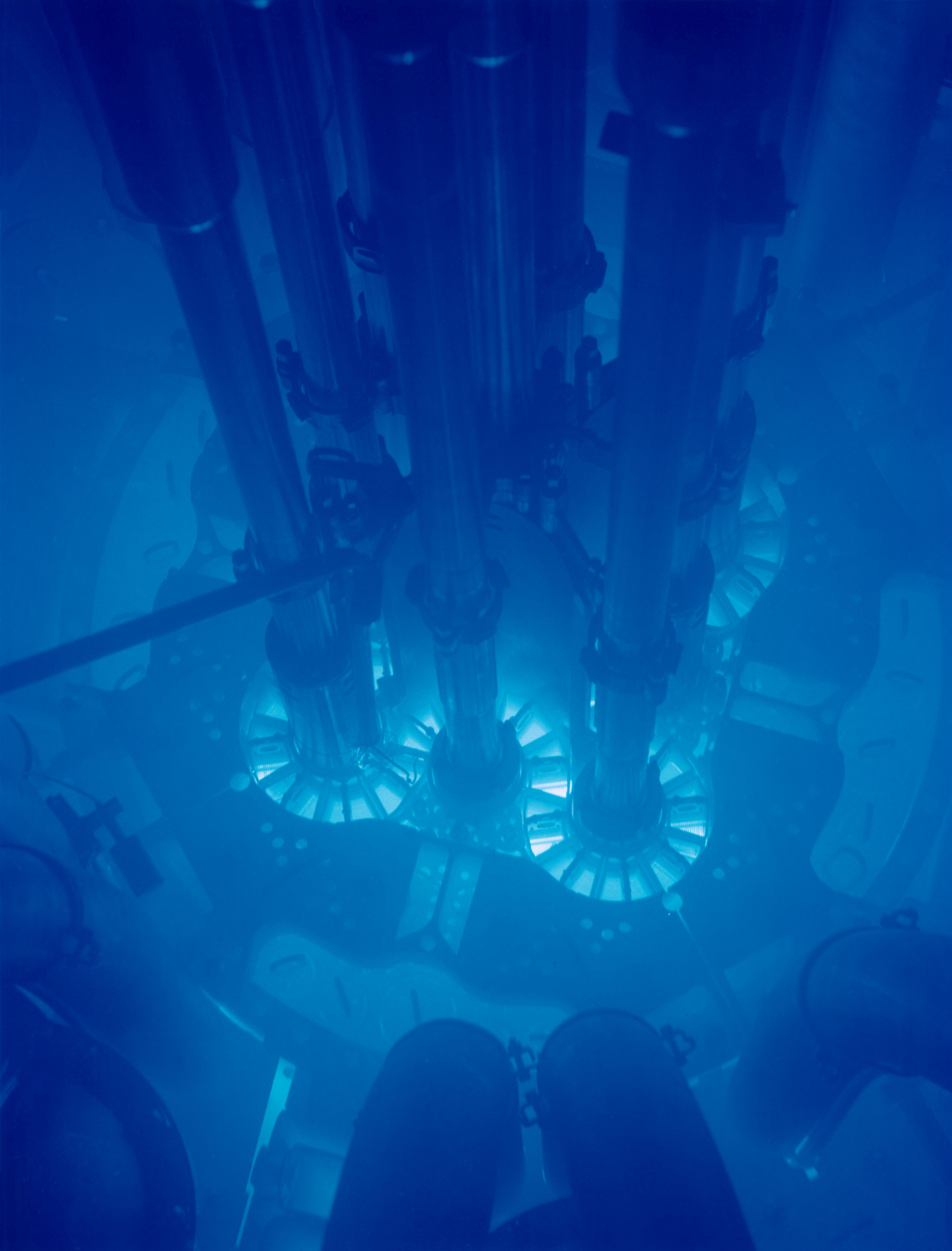
愛達荷國家實驗室ATR核心發出的切连科夫輻射輝光

切连科夫辐射是介質中運動的电荷速度超過該介質中光速時發出的一種以短波長為主的電磁輻射，其特徵是藍色輝光。這種輻射是1934年由苏联物理學家帕维尔·阿列克谢耶维奇·切连科夫發現的，因此以他的名字命名。1937年另兩名苏联物理學家伊利亞·弗蘭克和伊戈爾·塔姆成功地解釋了切连科夫辐射的成因，三人因此共同獲得1958年的諾貝爾物理學獎。

## 物理學解釋
雖然根據狹義相對論，具有靜質量的物體運動速度不可能超過真空中的光速c，但光在介質中的傳播速度（相速度）是小於c的，例如在水中（折射率n≈1.33）光僅以0.75c的相速度在傳播，故物體可以被加速到超過介電質中的光相速，加速的來源可以是核反應或者是粒子加速器。當带电粒子以超过介质中的光速穿过介质时，会发出切连科夫辐射。
此外，粒子要超過的光速是光的相速度而非群速度。透過採用週期性介質的方法，光的相速度可以大幅改變，甚至可以讓切连科夫輻射沒有最小粒子速度的限制——此現象稱為史密斯-柏塞爾效應。在更複雜的週期性介質中，例如光子晶體，可以得到各式各樣的異常切连科夫效應，例如反向傳播的輻射（在尋常切连科夫輻射中，輻射和粒子速度呈一銳角）。

切连科夫輻射的幾何關係。

可和切连科夫輻射相類比的是超音速飛行器或子彈的音爆現象。由超音速物體產生的音波速度無法快到足以離開物體，因此波「堆積」了起來，形成了一個震波波前；當快船超過水波速度時也會在水面上產生很大的弓形震波（bow shock）。
相同地，當一個帶電的超光速粒子行經絕緣體，就會產生光子震波。
右圖中，c是真空光速，n是介質的折射率，v是粒子速度（紅色箭頭），β是v/c。藍色箭頭則是發出的辉光。幾何上，此二方向之角度關係為：
{\displaystyle \cos \theta ={\frac {1}{n\beta }}}。

## 特性
切连科夫輻射的總強度與入射帶電粒子的速度成比例關係，另外粒子數量越多總強度也越強。與螢光或受激辐射的電磁頻譜具有特定頻率的峰值的情形相異，切连科夫輻射的頻譜是呈連續性的。一個頻率下的相對強度與該頻率呈正比，也就是說在切连科夫輻射，高頻率（短波長）會有較強的強度。這解釋了為何可見光波段部分的切连科夫輻射看起來呈亮藍色。實際上，多數切连科夫輻射是在紫外線波段——當帶電粒子被更充足地加速後，才會使可見光波段變得明顯而得見；人眼感光最敏銳的波段是綠色光（平均為555纳米），對於藍色光到紫色光的感應度則相當低。
如同音爆的情形一般，震波椎的角度與波源速度呈反比，在切连科夫輻射也是如此。因此，觀測到的入射角可以用來計算產生切连科夫輻射的帶電粒子的方向及速度。
切连科夫輻射的總強度與入射帶電粒子的速度成比例關係，另外粒子數量越多總強度也越強。

## 應用
切连科夫辐射并非介质中运动的粒子（或物体）本身发出的辐射，而是介质中的极化电流发出的。在粒子物理学中切连科夫辐射是一项非常重要的研究手段。例如Belle實驗的切连科夫計數器，切连科夫辐射荧光成像，以及研究中微子震盪的超級神岡探測器，都是目前運作中的實際應用。从宇宙空间中进入地球大气层的某些高能粒子，运动速度接近光速，可以发出切连科夫辐射。针对切连科夫辐射设计出的切连科夫探測器可以检测切连科夫辐射的强度和方位，从而探测出高能粒子。目前在中微子研究相關的實驗中，都有廣泛的利用。
2017年4月，无阈值可集成切伦科夫辐射器诞生。